# شهرستان لاکلد (میزوری)
شهرستان لاکلد (به انگلیسی: Laclede County) یک شهرستان در ایالت میزوری است که طبق سرشماری ۲۰۱۰ ایالات متحده آمریکا دارای ۳۵٬۵۷۱ نفر جمعیت می‌باشد. شهر لبانن مرکز این شهرستان است. این شهرستان در تاریخ ۲۴ فوریه ۱۸۴۹ سازمان یافت و نام خود را از پیر لاکلد (تاجر فرانسوی) بنیان‌گذار سنت لوئیس، میزوری گرفته‌است.

## جغرافیا
با توجه به اداره آمار ایالات متحده آمریکا این شهرستان دارای ۱٬۹۹۰ کیلومترمربع مساحت است که ۱٬۹۸۰ کیلومترمربع را خشکی و ۸٫۵ کیلومترمربع را آب تشکیل می‌دهد.

### مناطق مجاور
- شهرستان کمدن (شمال)
- شهرستان پلاسکی (شمال شرقی)
- شهرستان تگزاس (جنوب شرقی)
- شهرستان رایت (شرق)
- شهرستان وبستر (جنوب غربی)
- شهرستان دالاس (غرب)

### بزرگراه‌های اصلی
- بزرگراه میان‌ایالتی ۴۴
- جاده ۶۶ ایالات متحده
- بزرگراه ۵ میزوری
- بزرگراه ۲ میزوری
- بزرگراه ۳۲ میزوری
- بزرگراه ۶۴ میزوری

### منطقه حفاظت شده ملی
- جنگل ملی مارک توین

## جمعیت
طبق سرشماری سال ۲۰۰۰، ۳۲٬۵۱۳ نفر، ۱۲٬۷۶۰ خانوار و ۹٬۱۸۷ خانواده در این منطقه ساکن هستند. تراکم جمعیت ۴۲ نفر در هر مایل مربع (۱۶ نفر در هر کیلومترمربع) است. ۱۴٬۳۲۰ واحد مسکونی با تراکم متوسط ۱۹ واحد در هر مایل مربع (۷ واحد در هر کیلومترمربع) وجود دارد. آرایش نژادی این شهرستان ۹۷٫۰۴٪ سفید، ۰٫۴۲٪ سیاه و سفید یا آفریقایی آمریکایی، ۰٫۴۹٪ بومی آمریکایی، ۰٫۲۹٪ آسیایی، ۰٫۰۵٪ جزیره‌نشین اقیانوس آرام، ۰٫۳۴٪ از نژادهای دیگر و ۱٫۳۷٪ از دو یا چند نژاد است. 